# Arg (grad)
Arg je grad u Grčkoj.
Jedan od gradova,centara visoke kulture stare Grčke u XVII do XIII st.,jeste jedan od gradova Argolide, pokrajine u Grčkoj po kojemu je ona dobila i ime,jeste Arg.
Osim Arga,na Peloponezu u Argolidi su Mikena i Tirint.
Ovi gradovi su od mora udaljeni standardnih dvadesetak kilometara u kopno,nalazeći se na brjegovima opet standardnih tristotinjak metara nadmorske visine.
U Ilijadi Homer za ovaj kraj kaže;"vrlo suhi Argos". Sve je okruženo kršom,siromašno vodom a glavna rijeka te oblasti je Inah čiji izvor se nalazi u planinama koje sijeku Argolidu u pravcu zapad − istok.